# Nagur
Nagūr o Negur (farsi نگور) è una città dello shahrestān di Chabahar, circoscrizione di Dashtiari, nella provincia del Sistan e Baluchistan in Iran. Aveva, nel 2006, una popolazione di 3.759 abitanti. 